# Seis dias de Newark
Os Seis dias de Newark foi uma corrida de ciclismo em pista, da modalidade de seis dias, que se correu em Newark (Estados Unidos). A sua primeira edição data de 1910 e durou até 1915, disputando-se quatro edições.

## Palmarés
| Ano       | Ganhadores                      | Segundos                    | Terceiros                 |
| --------- | ------------------------------- | --------------------------- | ------------------------- |
| 1910      | Willy Fenn Frank Kramer         | Iver Lawson Jimmy Moram     | Paddy Hehir Ernie Pye     |
| 1911-1912 | edições não realizadas          |                             |                           |
| 1913      | Paddy Hehir Peter Drobach       | Worth Mitten Gordon Walker  | Martin Ryan Lloyd Thomas  |
| 1914      | Alfred Goullet Alfred Hill      | George Cameron Harry Kaiser | Gordon Walker Ted Wohlrab |
| 1915      | Reginald McNamara Robert Spears |                             |                           |